# ساگر سرحدی
ساگر سرحدی (انگلیسی: Sagar Sarhadi؛ (زادهٔ ۱۱ مه ۱۹۳۳ – درگذشتهٔ ۲۲ مارس ۲۰۲۱) تهیه‌کننده فیلم، کارگردان فیلم، فیلم‌نامه‌نویس و نویسنده اهل هند بود.

## فیلم‌شناسی
- گاهی اوقات (۱۹۷۶) (فیلم‌نامه/دیالوگ)
- نوری (۱۹۷۹) (فیلم‌نامه/دیالوگ)
- مهتاب (۱۹۸۹) (دیالوگ)
- Silsila (۱۹۸۱) (فیلم‌نامه)
- بازار (۱۹۸۲)
- فاصله (۱۹۹۵) (دیالوگ)